# Козловська Вікторія Віталіївна
Вікто́рія Миха́йлівна Козло́вська (* 2001) — українська спортивна гімнастка. Переможниця Всесвітніх ігор-2022. Заслужений майстер спорту України зі спортивної акробатики.

## З життєпису
Народилась 2001 року. Представляє місто Кривий Ріг. Вихованка ДЮСШ № 1. Станом на 2019 рік — студентка другого курсу кафедри спортивних видів гімнастики Національного університету фізичного виховання і спорту.
Володарка срібної медалі за динамічну вправу на чемпіонаті Європи зі спортивної акробатики-2019 (Холон; Ізраіль).
В липні 2022 року на Всесвітніх ігор-2022, що проходили у місті Бірмінгем (США), Вікторія Козловська і Таїсія Марченко стали лідерами у змаганнях серед жіночих пар, посівши 1 місце як у кваліфікації, так і в фіналі. У фіналі спортсменки виконали комбіновану вправу, і здобули золоту медаль змагань.